# Clinterocera pusilla
Clinterocera pusilla är en skalbaggsart som beskrevs av Gilbert John Arrow 1910. Clinterocera pusilla ingår i släktet Clinterocera och familjen Cetoniidae. Inga underarter finns listade i Catalogue of Life.